# Empress Njamah
Empress Njamah es una actriz nigeriana.

## Biografía
Sus padres son de origen nigeriano y camerunés. Se graduó en inglés de la Universidad Olabisi Onabanjo, estado de Ogun.

## Carrera profesional
Debutó como actriz en 1995 y en 2012, fue nominada a mejor actriz de reparto en los Premios de la Academia del Cine Africano. Como parte de su responsabilidad social corporativa, lanzó la fundación House of Empress, que atiende a niños con necesidades especiales. La fundación celebró su décimo aniversario en 2016.

## Filmografía
| Año  | Título        | Rol    | Notas              |
| ---- | ------------- | ------ | ------------------ |
| 2000 | Girls Hostel  | Tunica | Junto a Uche Jombo |
| 2004 | Missing Angel |        |                    |
| 2006 | Liberian Girl |        |                    |

## Vida privada
Su relación con el cantante Timaya, terminó después de convertirse en un tema de discusión en las redes sociales. Sobre la prevalencia de madres solteras en Nollywood, explicó a The Punch que la mayoría de las actrices lamentan sus pasos, pero no son lo suficientemente audaces para decirlo en público.